# 제11회 카를로비바리 국제 영화제
제11회 카를로비바리 국제 영화제는 1958년 7월 12일에 열린 시상식이다.

## 수상 및 후보

### 대상(장편)
- The Quiet Don III. - Sergej Gerasimov 수상
- Step-Brothers - Mijodži Ieki 수상

### 감독상(장편)
- Nachts, wenn der Teufel cam - 로버트 시오드맥 수상

### 여우주연상(장편)
- 어머니 인도 - 나기스 수상

### 남우주연상(장편)
- Stories about Lenin - Maxim Štrauch 수상

### 다큐멘터리상
- Les Alchimistes - 에두아르드 몰리나로 수상